# Khandro
Titre honorifique tibétain réservé à l'épouse d'un haut lama. À l'origine, signifie dakini.

## Liste de Khandro
- Khandro Rinpoché
- Khandro Tseyang (Semo Tseyang Palmo)
- Khandro Chime Dolkar
- Urgyen Tsomo
- Yeshe Tsogyal
- Khandro Tséring Chödrön
- Khandro Nyingtik
- Khandro Pumo
- Khandro Pema Dechen
- Gyarong Khandro
- Ayu Khandro
- Sera Khandro
- Khandro Yeshé Réma (en)
- Khandro Lhamo (1914-2003, femme tibétaine bouddhiste et docteur en médecine tibétaine.